# Grammy Award du meilleur album de gospel traditionnel
Le Grammy Award du meilleur album de gospel traditionnel (Best Roots Gospel Album) est une récompense décernée lors des cérémonies annuelles des Grammy Awards décernée à l'album de gospel traditionnel de l'année.

## Lauréats
| Année | Artiste(s)                               | Album               | Ref   |
| ----- | ---------------------------------------- | ------------------- | ----- |
| 2022  | Carrie Underwood                         | My Savior           | [ 2 ] |
| 2023  | Tennessee State University Marching Band | The Urban Hymnal    | [ 3 ] |
| 2024  | The Blind Boys of Alabama                | Echoes of the South | [ 4 ] |
| 2025  | Cory Henry                               | Church              | [ 1 ] |